# Damnatio memoriae
Damnatio memoriae (с лат. — «проклятие памяти») — особая форма посмертного наказания, применявшаяся в Древнем Риме к некоторым категориям преступников — узурпаторам власти, участникам заговоров, к запятнавшим себя императорам. Любые материальные свидетельства о существовании человека — статуи, настенные и надгробные надписи, упоминания в законах и летописях, подлежали уничтожению, чтобы стереть память об умершем. Могли быть уничтожены и все члены семьи преступника. Аналогичные меры  практиковались также в других государствах и культурах.

## Терминология
Damnatio memoriae — термин не римского, но относительно современного происхождения. В римских источниках упоминаются иные формулировки с той же сутью — memoria damnata, abolitio memoriae. Вычёркивание персоны из памяти последующих поколений практиковалось задолго до Древнего Рима.

## История
Практика забвения имени фараонов и частных лиц была распространена в Древнем Египте. В Амарнский период проклятие памяти было наложено фараоном Эхнатоном на самих богов, особенно на Амона-Ра. После смерти этого фараона последующие правители подвергли анафеме Эхнатона, отказались от его преобразований и постарались уничтожить или узурпировать возведённые им строения.

### Античность
Постановления по данному закону выносились уголовным судом Сената (triumvires capitalis). Согласно ему, предписывалось на всей территории римских владений уничтожать всякое упоминание об осуждённом: надписи в документах и на сооружениях, статуи, портреты, барельефы, надгробные надписи, изымались из обращения и переплавлялись монеты с изображением и именем осуждённого; также отменялись государственные мероприятия, созданные им или по его инициативе. Наказанию по данному закону подвергались императоры, члены императорской семьи, высшие сановники из сенаторов и всадников, в отдельных случаях могли быть уничтожены и члены семьи осуждённого, как это произошло при применении damnatio memoriae к временщику Сеяну.
Как правило, damnatio memoriae по политическим мотивам не было абсолютным. Нерона прокляли после его смерти, но вскоре удостоили государственных почестей после захвата власти Вителлием. После смерти Калигулы сенат предложил стереть память о нём, но этому воспротивился принцепс Клавдий. Единственный император, damnatio memoriae которого было официальным и впоследствии не оспоренным, — Домициан, однако Светоний подробно описывает его правление с разделением на начальный период согласия с сенатом и последующую открытую тиранию. При этом Светоний сообщает, что Домициан казнил правоведа Гая Кассия Лонгина за то, что тот среди изображений предков сохранил скульптурный портрет своего прадеда, носившего то же имя, участника заговора против Цезаря.
Часто изображения недостойных императоров устранялись с публичных монументов в Риме (например, с рельефа Марка Аврелия было удалено изображение Коммода), но продолжали храниться в частных домах и в провинциальных городах. Тот же Коммод, единожды проклятый, был обожествлён при Септимии Севере.
Лица, подвергнутые наказанию:
- Авидий Кассий, полководец императора Марка Аврелия, узурпатор;
- Агриппина Младшая, мать императора Нерона;
- Домициан, император (81—96 годы);
- Калигула, император (37—41 годы);
- Коммод, император (180—192 годы);
- Луций Элий Сеян, государственный и военный деятель, командующий преторианской гвардией, консул 31 года, временщик при императоре Тиберии;
- Мессалина, третья жена императора Клавдия;
- Нерон, император (54—68 годы);
- Элагабал, император (218—222 годы);
- Юлия Соэмия, мать императора Элагабала.

### Средние века
Известен случай применения подобного посмертного наказания в средневековой Венеции, в 1365 году был издан указ, согласно которому имя неудавшегося узурпатора Марино Фальера было стёрто с фризы в зале Большого совета, где выбиты имена всех дожей, и заменено надписью «на этом месте было имя Марино Фальера, обезглавленного за совершённые преступления».

### Новое время
В переносном смысле (преимущественно на Западе) термин damnatio memoriae применяется и к «исчезновениям» жертв политических процессов XX века, в том числе в СССР (троцкисты-бухаринцы), в латиноамериканских странах. После XX съезда КПСС в СССР были демонтированы все памятники Сталину. В фотоальбоме Дэвида Кинга «Пропавшие комиссары» (1997) наглядно показано, как на публиковавшихся в СССР групповых фотографиях замазывали (ретушировали) изображения деятелей, объявленных «врагами народа», а потом возвращали их обратно:

[В 1908 году Ленин приехал на Капри] навестить Горького и сел перекинуться в шахматишки с большевиком Богдановым. Игрокам пришли мешать и другие отдыхающие, среди них ещё ничего не подозревающий будущий меньшевик Владимир Базаров. Вот он щурится от резкого итальянского света и застёгивает верхнюю пуговицу пиджака. А в 1931 году его арестуют. А в 1937 — расстреляют. За спиной у жены Богданова стоит Зиновий Пешков (старший брат Я. Свердлова, взявший фамилию писателя).
Вариант 1939 года: Базаров два года как расстрелян и стёрт с фотографии. Зиновий Пешков, надо полагать, гостит у Чан Кайши — стёрт. Коленка в светлом платье элиминирована, и пришлось подрисовать ноги Богданову, так что он теперь не отбрасывает тени… Бесхозный локоть тоже стёрт. Фотография посуровела: вместо расслабленного отдыха на солнышке перед нами битва интеллектов: кто победит? Наверное, Ильич!

Вариант 1960 года: вернули Зиновия. Подумать только! Оттого ли, что он хоть и блудный, но брат Свердлова? Оттого ли, что мы дружим с французской секретной службой? Оттого ли, что он был как сын родной пролетарскому писателю? Оттого ли, что крещён? Бог весть! И коленку вернули, либералы! Могли бы, кажется, и не стараться. А вот Базаров расстрелян навсегда: нет Базарова, никогда не было, не рождался, не садился в поезд.— Татьяна Толстая
Постсоветская декоммунизация также обладает чертами Damnatio memoriae. Украина в период 2013—2014 годов демонтировала все 1320 статуй Ленина, также были переименованы многие населённые пункты, улицы, сооружения, названия которых были связаны с советской властью. Подобные процессы по стиранию памяти Ленина и советского прошлого происходят и в российских городах. А в некоторых постсоветских государствах за публичную демонстрацию «коммунистической символики» предусмотрена уже уголовная ответственность.
Отдельные признаки damnatio memoriae сохраняются в современном антитеррористическом законодательстве РФ.